# Йожиб
Йожиб (рум. Iojib) — село у повіті Сату-Маре в Румунії. Входить до складу комуни Медієшу-Ауріт.
Село розташоване на відстані 438 км на північний захід від Бухареста, 20 км на схід від Сату-Маре, 120 км на північ від Клуж-Напоки.

## Населення
За даними перепису населення 2002 року у селі проживали 1140 осіб.
Національний склад населення села:
| Національність | Кількість осіб | Відсоток |
| -------------- | -------------- | -------- |
| румуни         | 532            | 46,7%    |
| угорці         | 446            | 39,1%    |
| цигани         | 133            | 11,7%    |
| німці          | 28             | 2,5%     |

Рідною мовою назвали:
| Мова      | Кількість осіб | Відсоток |
| --------- | -------------- | -------- |
| угорська  | 597            | 52,4%    |
| румунська | 542            | 47,5%    |